# Larne
Larne (en irlandais : Latharna) est une ville portuaire et industrielle du Royaume-Uni située sur la côte est du comté d'Antrim en Irlande du Nord. La ville compte 18 228 habitants. Larne est depuis plus de 1 000 ans un port important pour l'Irlande du Nord. Il est le point d'attache de la région avec l'Écosse.

## Histoire

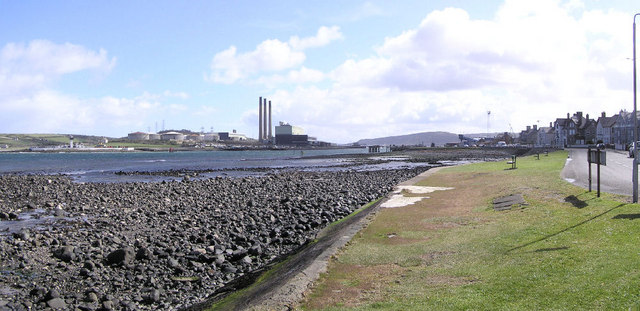
Vue à partir du port de Larne

Larne tire ses racines du petit royaume médiéval de Latharna (le nom signifie les descendants de Lathair). Le nom de ce territoire ne correspond exclusivement à l’aire occupée actuellement par la ville que depuis les derniers siècles. Auparavant le site était connu sous le nom irlandais de Inbhear an Latharna qui signifie l'embouchure de la rivière de Larne.
Au XVIIIe siècle de très nombreux Irlandais partent du port de Larne pour émigrer vers l’Amérique. Un monument dans Smiley Park commémore le Friends Goodwill, le tout premier bateau d’émigrants parti de Larne en mai 1717 à destination de Boston.

## Administration
Larne est administrée par le Larne Borough Council. Rassemblée avec les environs de Carrickfergus et une partie de Newtownabbey. Pour les élections au Parlement du Royaume-Uni et à l'Assemblée nord-irlandaise, Larne se trouve dans la circonscription électorale d'East Antrim.

## Jumelage
- Clover (États-Unis).

## Personnalités liées à Larne
- Ivan Magill (1888-1986), éminent anesthésiste
- Valerie Hobson (1917-1998), actrice
- Fyfe Ewing (1970- ), batteur du groupe de Therapy?
- Réa Jonathan, (1987-  ), pilote de Superbike, Quadruple champion du Monde (2016,17,18 et 19)